# Карлос Руиз Зафон
Карлос Руиз Зафон (шп. Carlos Ruiz Zafón; Барселона, 25. септембар 1964 — Лос Анђелес, 19. јун 2020) био је модерни шпански писац, аутор многих бестселера. Књига која га је прославила широм света и која је уврштена на списак од 100 најбољих књига у последњих 25 година на шпанском језику је Сенка ветра.

## Биографија
Карлос Руиз Зафон школовао се у родној Барселони, у којој је завршио основну и средњу језуитску школу. Након средње школе уписује факултет за Информационе технологије. На првој години студија добија понуду да се бави новинарством. Постаје креативни директор једне важне агенције у Барселони, у којој ће радити све до 1993. године, када је одлучује да напусти посао, како би се посветио писању и књижевности. Његови родитељи су га увек подржавали, иако је њима свет књижевности био стран. Мајка му је била домаћица, а отац полицајац.
На почетку своје књижевне каријере писао је романе за младе. Његова прва књига изашла је 1993. године под називом Принц магле. Доживела је велики успех чак је за ово дело освојио Edebe награду за књижевност за децу и младе. Карлос је одмалена сањао да оде у Лос Анђелес, тако да је, од новца који је добио, остварио свој сан и преселио се у Лос Анђелес. На почетку је писао скице за роман Поноћна палата, који је објављен 1994. године. Наредне године објављује роман под називом Септембарска светлост. Последња књига за младе под називом Марина, објављена је 1999. године. 
Свој први роман за одрасле Сенка ветра, који је доживео популарност широм света Карлос је објавио 2001. године. Преведен је на преко 20 језика, и био је велики хит у Немачкој, Великој Британији, Италији и земљама Латинске Америке, као и у САД. Њујорк тајмс прогласио је Сенку ветра за бестселер. У Шпанији је Сенка Ветра најчитанији роман у последњих неколико деценија. У Великој Британији је 2004. био најчитанији роман аутора који није био са енглеског говорног подручја, a у Немачкој 2004. био најчитанији роман аутора ван немачког и енглеског говорног подручја. Такође, Зафон је био финалиста престижне награде Fernando Lara. То је књижевна годишња награда која се додељује од 1996. Добитник награде добија новчану суму од преко сто хиљада евра. Добитник је награде за најбољи страни роман 2004. године у Француској. 
И поред огромне популарности ово дело није екранизовано, иако је Зафон добио мноштво понуда. Сматрао је да би то била "издаја" романа, јер сматра да нема бољег филма од оног у глави читаоца. 
После огромног успеха Сенке ветра, његов следећи роман Игра анђела, изазвао је велико интересовање јавности. На промоцији књиге било је 370 званица, 150 новинара, док је 15 телевизија пратило овај догађај. Планета није погрешила- довољно је рећи да је у Каталонији, за само 7 дана, продат у 250.000 примерака. У време прослављања Интернационалног дана књиге, 1400 људи је чекало у реду 6 сати како би им Зафон потписао књигу.
Сенка ветра, Игра анђела и трећи роман под називом Заточеник небеса, чине трилогију која се зове Гробље заборављених књига, која је посвећена његовом родном граду-Барселони. И ова књига је продата у више од милион примерака.

### Романи за младе
- El Príncipe de la Niebla (1993), на енглеском објављен под називом The Prince of Mist (2010), а на српском Принц Магле (2010)
- El palacio de la medianoche (1994), на енглеском објављена под називом The Midnight Palace (2011), а на српском Поноћна палата (2010)
- Las luces de septiembre (1995), на енглеском објављена под називом The Watcher in the Shadows (2013), а на српском Септембарска светла (2010)
- Marina (1999), на енглеском објављена под називом Marina (2013), а на српском Marina (2009)

### Романи
- La sombra del viento (2001), на енглеском објављена као The Shadow of the Wind (2004), а на српском Сенка ветра (2005)
- El juego del angel (2008), на енглеском објављена као The Angel's Game (2008), а на српском Игра анђела (2008)
- El prisionero del cielo (2011), на енглеском објављена као The Prisoner of Heaven (2012), а на српском Заточеник небеса (2012)
- El Laberinto de los Espíritus (2016), на српском објављена као Лавиринт духова (1. део) и Лавиринт духова (2. део) (2016)